# Renocera pallida
Renocera pallida är en kärrfluga som beskrevs 1820 av Carl Fredrik Fallén. Arten ingår i släktet Renocera och familjen Sciomyzidae. Den förekommer i Europa och är reproducerande i Sverige. Inga underarter finns listade i Catalogue of Life.